# ラウシェンベルク
ラウシェンベルク (ドイツ語: Rauschenberg, ドイツ語発音: [ˈra͜uʃn̩bɛrk]) は、ドイツ連邦共和国ヘッセン州マールブルク＝ビーデンコプフ郡に属す市である。

## 地理

### 位置
ラウシェンベルクは、ブルクヴァルトの南東周縁部に位置する。マールブルクの北東、キルヒハインの北にあたる。市内のいくつかの地区をヴォーラ川が流れている。

### 隣接する市町村
ラウシェンベルクは、北はローゼンタール（ヴァルデック＝フランケンベルク郡）、ヴォーラタール（マールブルク＝ビーデンコプフ郡）およびギルザーベルク（シュヴァルム＝エーダー郡）、東はシュタットアレンドルフ、南はキルヒハイン、南西はケルベ、西はヴェッター（以上、いずれもマールブルク＝ビーデンコプフ郡）と境を接している。

### 市の構成
ラウシェンベルクは、アルプスハウゼン、ブラハト、エルンストハウゼン、ヨスバッハ、ラウシェンベルク、シュヴァーベンドルフ、ヴォルフスカウテの各市区からなる。

## 歴史

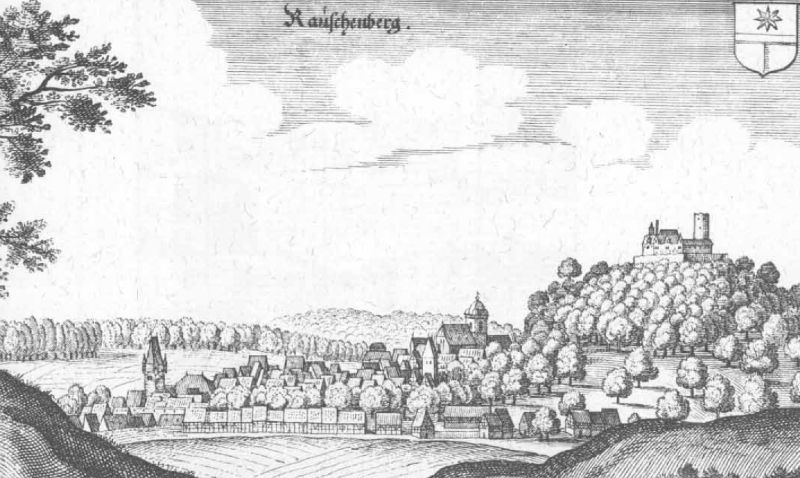
1655年に出版されたマテウス・メーリアンの銅版画に描かれたラウシェンベルク

既に1000年頃に、現在のラウシェンベルクの場所にラウシェンベルク城が築かれ、その保護の下、やがて集落が発達した。1266年5月8日の火災によって、ラウシェンベルク集落はほぼ完全に焼失した。ツィーゲンハイン伯ゴットフリート5世は、この村を再建するために特権を与え、1266年5月22日に都市権を授けた。1450年にツィーゲンハイン伯家が断絶すると、ラウシェンベルクの城や街を含むツィーゲンハイン伯領はヘッセン方伯領となった。その後まもなく城は狩の城館に拡張された。
エルンストハウゼンに近いフンツバッハタールにはフンツバッハ城趾がある。
三十年戦争ではラウシェンベルクはスウェーデン軍によって略奪された。さらに終戦の2年前にヘッセン継承戦争の過程で、皇帝軍司令官の命令により城館は爆破され、現在も遺跡だけが遺されている。
ナポレオンのヴェストファーレン王国（1806年 - 1813年）、ラウシェンベルクはカントン・ラウシェンベルク（ラウシェンベルク小郡）の行政機関所在地となった。
国家社会主義の時代、フランツ・ベルトウト（1894年 - 1977年）がラウシェンベルクの市教会の牧師として働いた。彼は活動的な反ナチス運動家であった。彼は、妻と共に、1933年にNSDAPへの投票を拒んだ少数者であった。彼は地元SAによって困難な状態に陥り、圧力に苛まれた。1934年にベルトウトが、亡くなった近所のユダヤ人の家を訪れたことで事態は先鋭化した。この事件 — 牧師の記録には「プラウト事件」と記されている — は、教会内部の衝突をもたらした。最初は教会幹部との衝突であったが、やがてカッセルの地方教会指導部との対立となった。ベトウトは挫けることなくキルヒクライン教会クライスの教会代表として活動的であり続け、戦争の間中あらゆる法的追求や密告に抵抗を続けた。彼は、1956年に健康上の理由でこの地を離れ、ホーフガイスマーの牧師を務め、後にオットラウに移り、1977年にそこで亡くなった。

## 行政

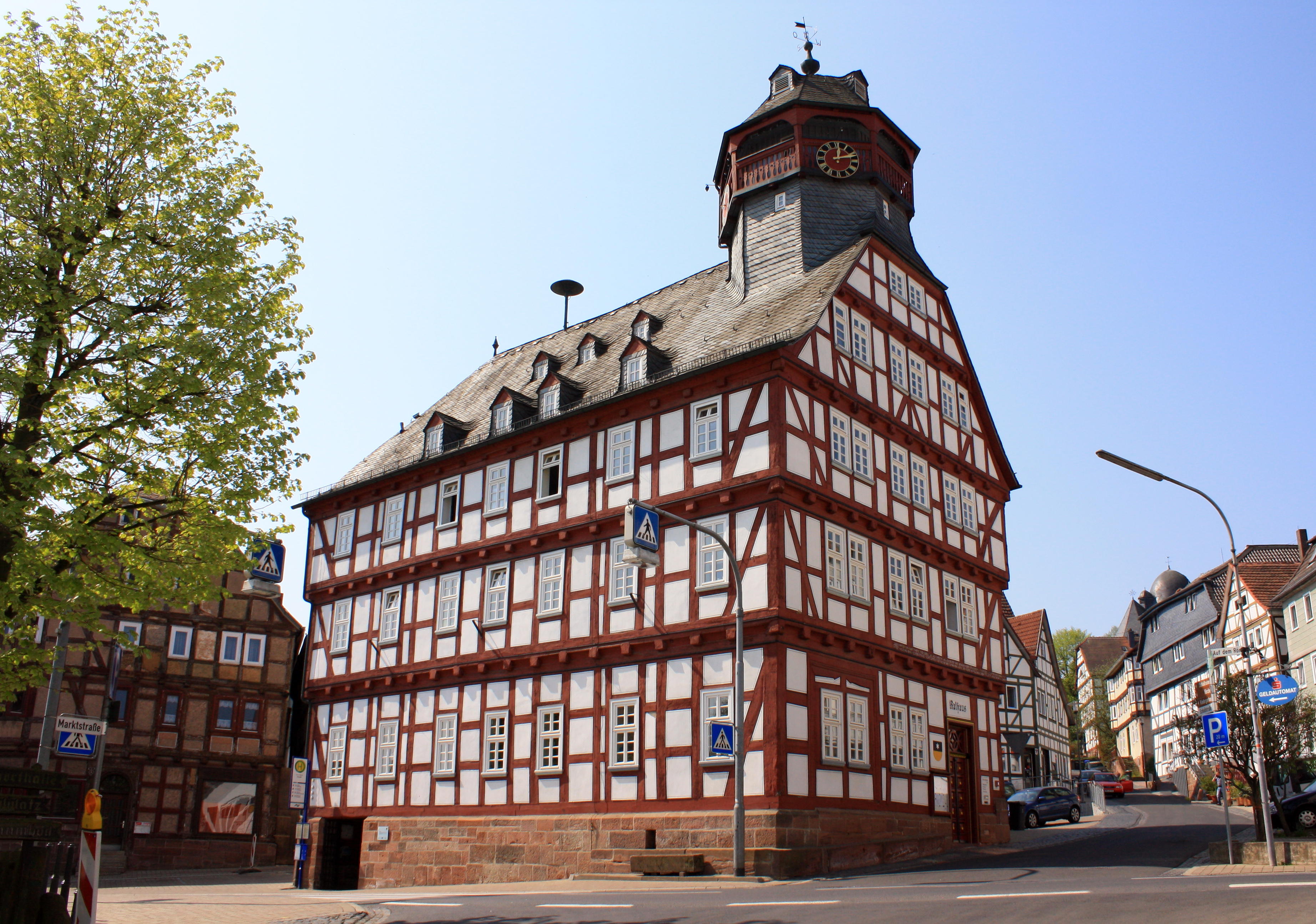
ラウシェンベルク市庁舎

### 議会
ラウシェンベルクの市議会は、23議席からなる。

### 紋章
ラウシェンベルクの紋章は黒地と金（または黄色）地に上下二分割されている。上部には、6つの突起がある銀の星が描かれている。これは、かつてこの街を支配していたツィーゲンハイン伯の紋章に由来する。1956年のヘッセン州の町の紋章集（C. A. Starke 出版、リムブルク）には、8つの突起を持つ星が描かれている。これは最後のツィーゲンハイン伯となったヨハン2世の未亡人で、ヴァルデック伯家出身のエリーザベトを思い起こさせる。彼女は、たとえば市教会をはじめラウシェンベルクに多くの投資を行った人物である。8つの突起がある星は、ヴァルデック伯家の金地に黒で描かれる星の形である。

### 姉妹都市
- ウェステンデ（ベルギー、ウェスト＝フランデレン州）

## 文化と見所

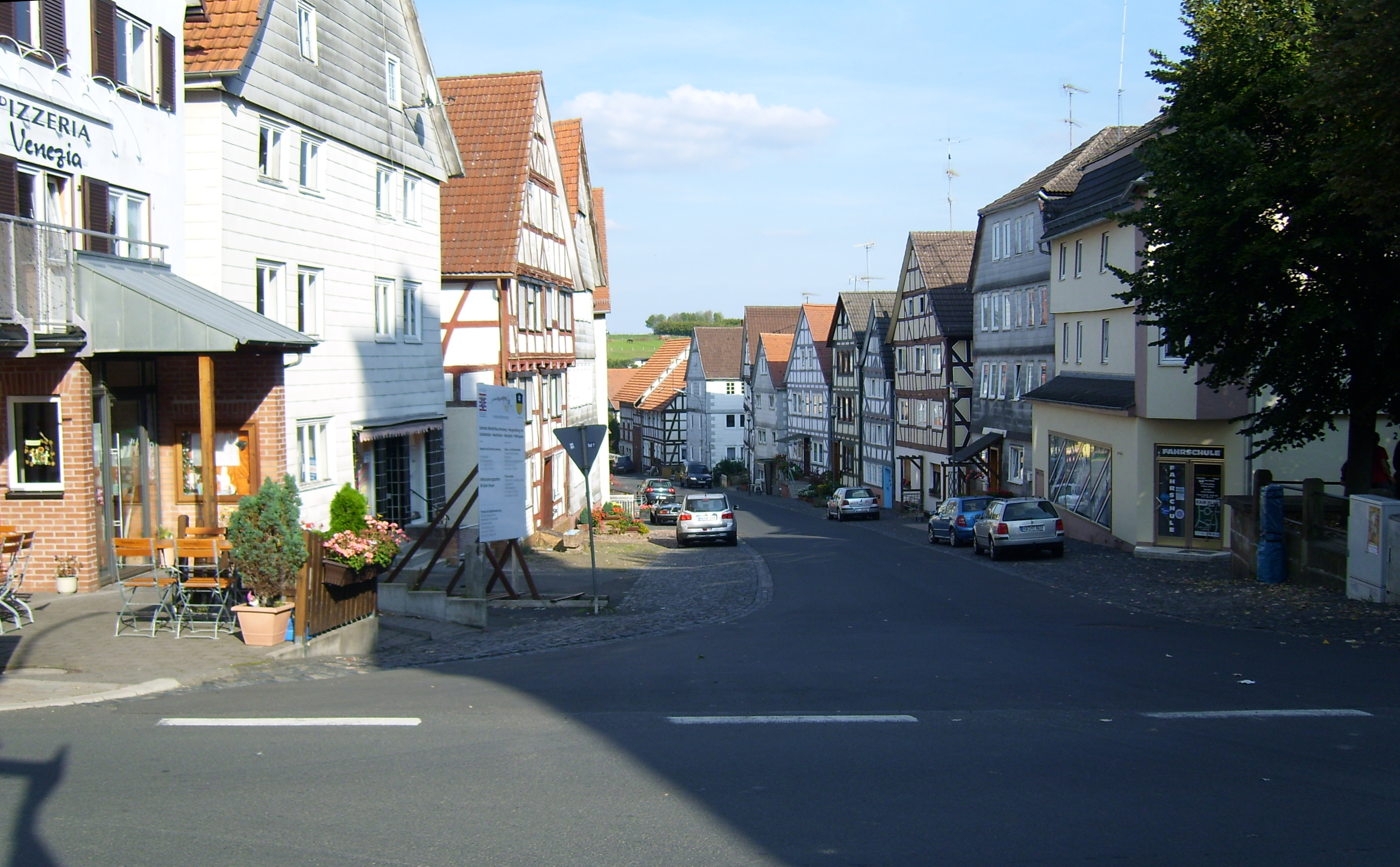
ラウシェンベルクのマルクト通り

### 建造物
ラウシェンベルクの旧市街、特に市役所周辺の中心部には、何世紀も前の保存状態の良い木組み建築が多くある。
ラウシェンベルク城は三十年戦争で破壊された後、わずかな遺跡だけが遺っている。ラウシェンベルク旧市街の高台の上にある城趾へは自由に立ち入ることができる。
さらに特筆すべきはラウシェンベルクの市教会である。最も古い部分、本堂の西側部分は 13世紀中頃に建造された。この教会は1450年頃に拡張され（たとえば後期ゴシック様式の内陣）、見応えのある後期ゴシック様式の祭壇が設置された。当時の脇祭壇 — おそらくはコンラート・フォン・ゼスト派のもの — は、有名なバート・ヴィルドゥンゲンの祭壇画と極めて似たものであったことが判っているが、完全には保存されていない。中央部のいくつかの画像が失われている。北の側壁沿い中央部分には、おそらく、やはり15世紀初めに制作された幼子を抱いた三日月の聖母が描かれていたと推測されている。

## 経済と社会資本

### 交通
- ラウシェンベルクは、連邦道 B3号フランクフルト / カッセル線と州道 L3073号線および L3077号線経由で道路網に接続している。
- 公共交通では、毎日何本ものバスがキルヒハインやフランクフルトとの間を往復している。ラウシェンベルクはヴォーラタール鉄道で鉄道網（キルヒハイン - ゲミュンデン間）に接続していた。1972年に旅客営業、1981年に貨物営業が停止されて廃線となり、1982年に完全に撤去された。

## 人物

### 出身者
- ヨハン・ルートヴィヒ・コンラート・アレンドルフ（1693年 - 1773年）教育者、ルター派の牧師、賛美歌の作詞者

## 引用
1. ↑  Hessisches Statistisches Landesamt: Bevölkerung in Hessen am 31.12.2023 (Landkreise, kreisfreie Städte und Gemeinden, Einwohnerzahlen auf Grundlage des Zensus 2011)]
2. ↑  Max Mangold, ed (2005). Duden, Aussprachewörterbuch (6 ed.). Dudenverl. p. 667. ISBN 978-3-411-04066-7
3. ↑  Martin Röhling: Die Geschichte der Grafen von Nidda und der Grafen von Ziegenhain. (Niddaer Geschichtsblätter Heft 9) Niddaer Heimatmuseum e.V., Nidda, 2005, ISBN 3-9803915-9-0 (p. 33)
4. ↑  2011年3月27日のラウシェンベルク市議会議員選挙結果、ヘッセン州統計局（2012年4月17日 閲覧）